# ساهالانونا
ساهالانونا (به لاتین: Sahalanona) یک منطقهٔ مسکونی در ماداگاسکار است که در ایکونگو واقع شده‌است. ساهالانونا ۱۴٬۰۰۰ نفر جمعیت دارد و ۱۶۷ متر بالاتر از سطح دریا واقع شده‌است.